# José Manuel Balmaceda
José Manuel Balmaceda Fernández (Hisenda Bucalemu; 19 de juliol de 1840 - Santiago † 19 de setembre de 1891) va ser President de la República de Xile entre 1886 i 1891.
Va iniciar el seu govern amb un ambiciós pla d'obres públiques i amb l'ideal polític d'unir als liberals en un sol gran partit. Però aviat va iniciar un enfrontament amb el congrés per la pugna entre presidencialisme i parlamentarisme, que es va transformar en una Guerra Civil en 1891, després d'aprovar Balmaceda el pressupost de la nació sense la signatura del Congrés. Derrotades les seves forces en les Batalles de Concón i Placilla, es va suïcidar el 19 de setembre de 1891 en la legació argentina.